# Sedia gestatoria
Pour les articles homonymes, voir Sedia (homonymie).

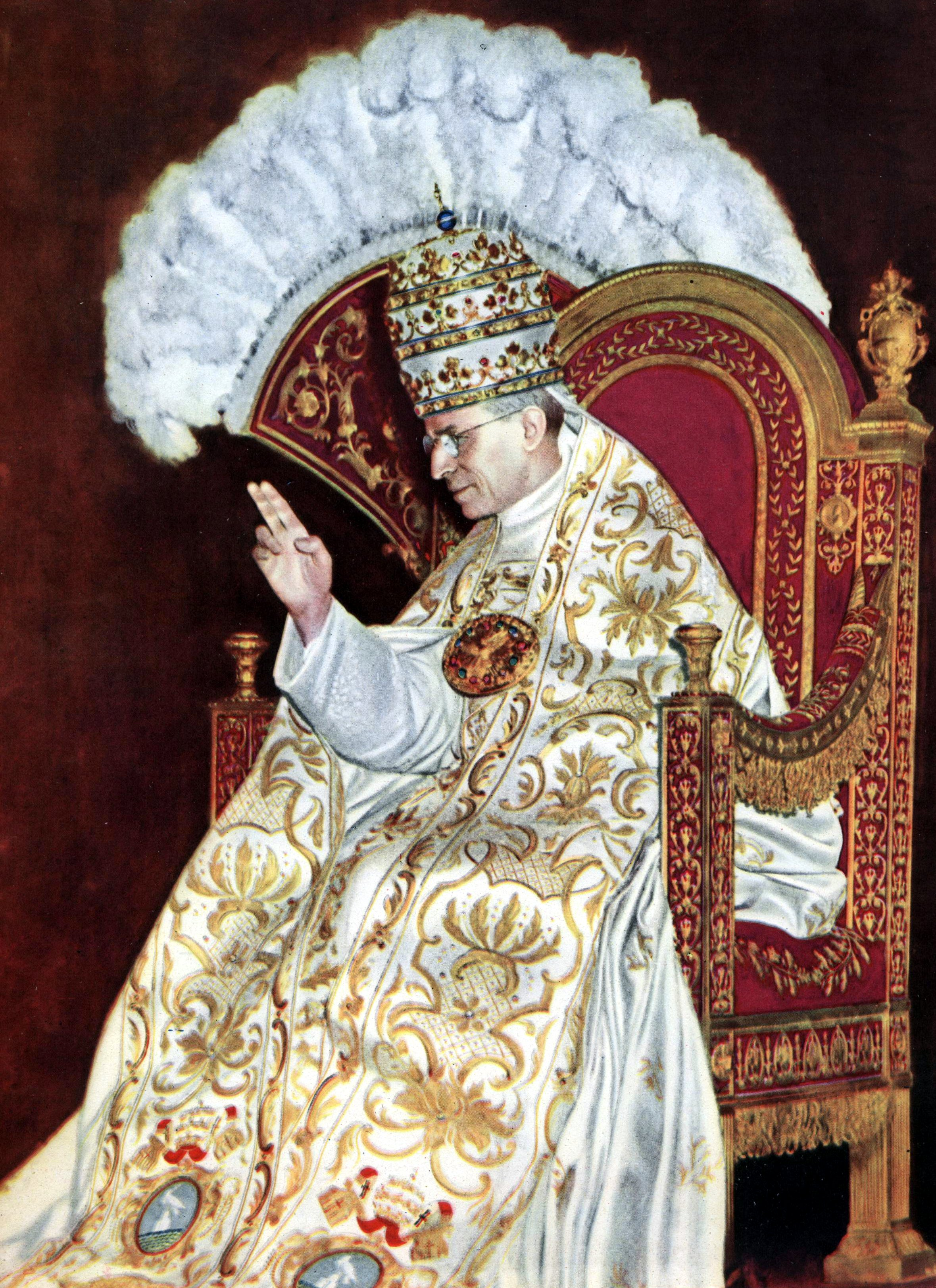
Le pape Pie XII sur la sedia gestatoria au cours d'une cérémonie solennelle dans la basilique Saint-Pierre de Rome. On aperçoit, derrière la sedia, l’un des flabella aux plumes d’autruche blanches.

La sedia gestatoria (« chaise à porteurs ») est un trône mobile sur lequel le pape était porté pour pouvoir être plus facilement vu des fidèles lors des cérémonies publiques à Rome. La plupart sont conservées soit dans les musées, soit dans les réserves du Vatican.

## Histoire
Magno Felice Ennodio, évêque de Pavie jusqu'en 521, relève dans son Apologia pro Synodo l'existence à Rome d'une gestatoriam sellam apostolicae confessionis, évoquant la chaire de saint Pierre encore aujourd'hui conservée dans l'abside de la basilique Saint-Pierre. Cette gestatoriam sellam consistait en un siège de bois, à bras, muni de chaque côté d'anneaux à ses pieds, dans lesquels s'ajustaient des barres de bois afin de permettre le portage sur les épaules. 

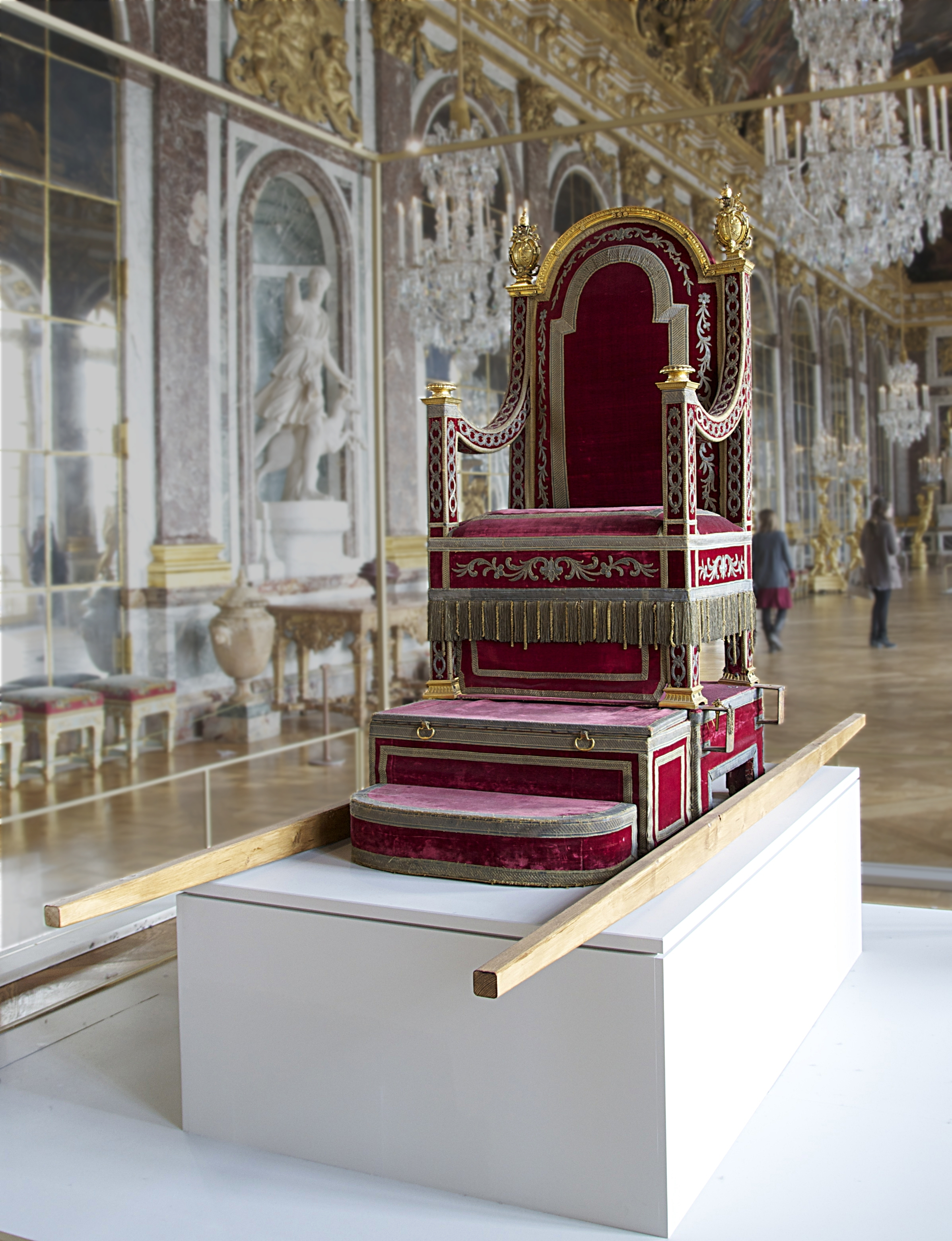
La sedia gestatoria de Pie VII lors d'une exposition au château de Versailles.

La sedia gestatoria servait surtout lors de cérémonies comme l'intronisation d'un nouveau pape (à partir du XVIe siècle), l'entrée solennelle dans la basilique Saint-Pierre de Rome ou sur la place Saint-Pierre et en de multiples occasions où le pape devait se montrer en public, soit pour des célébrations, soit pour des audiences publiques ou à auditoire limité. 
Les sediari pontifici, attestés dès Pie IV (1559–1565), étaient des hommes en général natifs de Rome, chargés de porter la sedia sur leurs épaules. Au nombre de 14 à leur effectif maximum, ils se composaient de porteurs proprement dits, et de « flabelles » chargés des flabella.
Jean-Paul Ier fut le dernier pape à faire usage de la sedia gestatoria, en septembre 1978. Avant lui, Paul VI l'utilisa régulièrement, notamment en mai 1978, lorsqu'il présida, à titre exceptionnel, les funérailles d'Aldo Moro, assassiné le 9 mai par les Brigades rouges ; à cette occasion, le pontife traversa la basilique Saint-Jean-de-Latran, sa cathédrale en tant qu'évêque de Rome, porté sur la sedia. 
Jean-Paul Ier, en août 1978, ne s'en servit pas lors de son intronisation et la réserva à ses audiences publiques. La dernière fois où il apparut sur la sedia fut sa dernière audience publique, le 27 septembre 1978,  veille de sa mort. 
En revanche, Jean-Paul II, dès le début de son règne, abandonna la sedia gestatoria.

## Depuis Jean-Paul II
Après Jean-Paul II, ses successeurs Benoît XVI et François n'en firent pas usage. La papamobile, voiture surélevée et aux parois vitrées, bien que n'ayant aucun caractère solennel comme pouvait l'avoir la sedia en certaines cérémonies, la remplaça.
Jean-Paul II, dans ses dernières années, ainsi que Benoît XVI, utilisèrent la pedana, sorte de chariot mobile à rampe où le pape peut s'appuyer en se tenant debout, immobile, et qui est manœuvrée par des officiers de la Maison pontificale. Lors de la messe de minuit, en 2011 et 2012, Benoît XVI parcourut la basilique Saint-Pierre debout, immobile, sur la pedana pour ne pas avoir à marcher le long des quelque 200 mètres de la nef. 

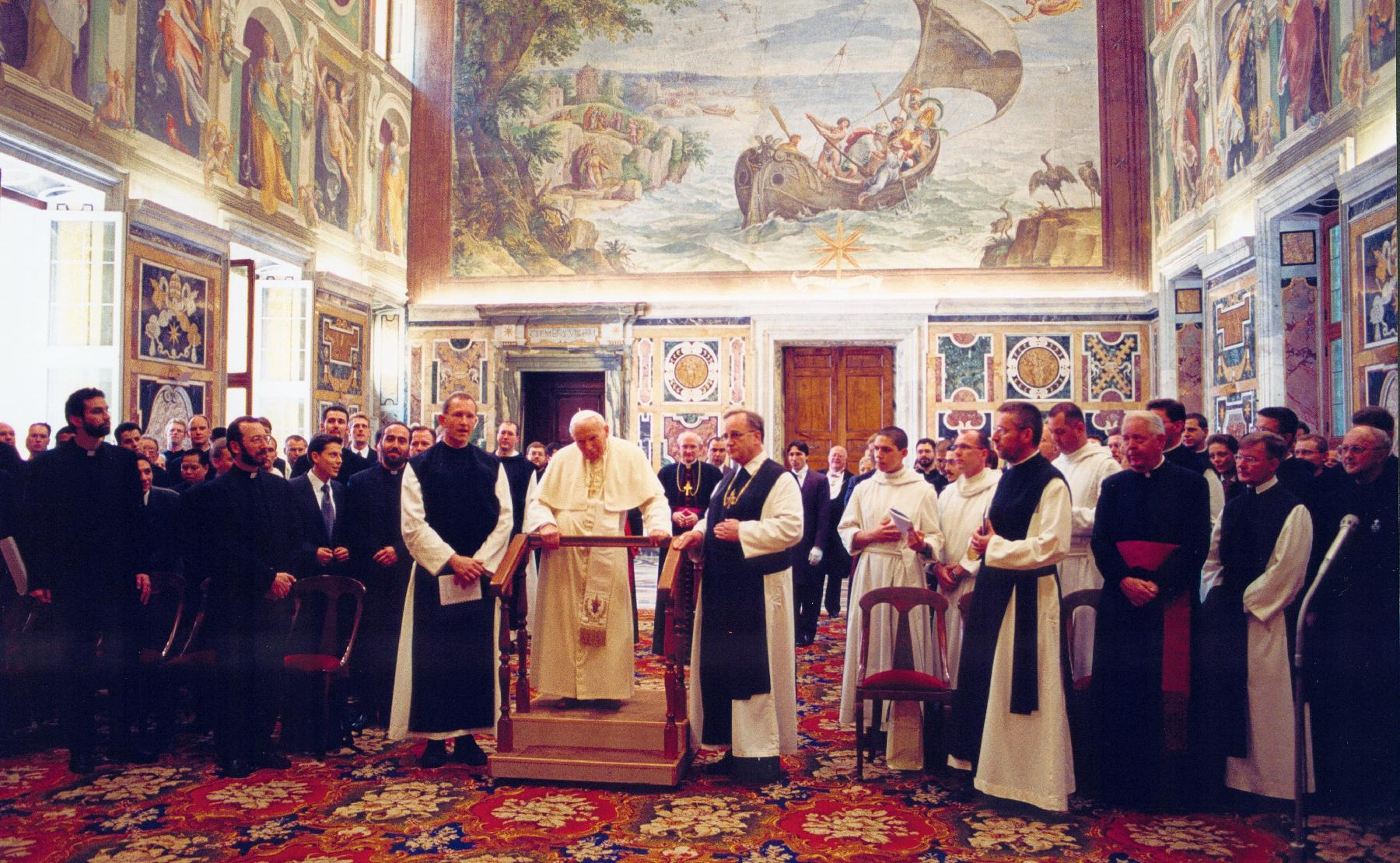
La pedana mobile de Jean-Paul II.

La sedia gestatoria est distincte du faldistoire où s'assoit le pape quand il doit siéger dans une cathédrale, sans utiliser pour cela la cathèdre de l'évêque local (bien que le pape, en droit ecclésiastique strict, ait le pouvoir de siéger, de manière épiscopale et ordinaire, dans toutes les cathédrales du monde, dans la cathèdre de l'évêque local). Dans le  tableau de Jacques-Louis David Le Sacre de Napoléon, Pie VII est représenté siégeant dans la cathédrale Notre-Dame de Paris sur un faldistoire devant le maître-autel.